# スターアジア
スターアジア（Star Asia）、スターアジアグループ（Star Asia Group）は、日本の不動産を主に投資対象とする非上場、独立系の投資運用会社・グループである。

## 概要
2006年（平成18年）にマルコム・F・マクリーン4世と増山太郎によって創業され、2007年（平成19年）から投資を開始した。
日本及び米国を拠点に、米国や欧州の大学基金、財団、年金基金等の投資家の資金を、主に日本の不動産等関連資産に投資することで運用している。2023年（令和5年）1月末日現在の運用資産は合計2,057億円で、そのうち過半はホテルである。
上場REIT（J-REIT）であるスターアジア不動産投資法人を運用しており、2020年（令和2年）にさくら総合リート投資法人に対するJ-REIT初の敵対的買収を成立させた。

## グループ会社
日本における拠点は、スターアジア・マネジメント・ジャパン・リミテッド東京支店で、住所は東京都港区愛宕二丁目5番1号 愛宕グリーンヒルズMORIタワー18階である。
- スターアジア・グループ・エルエルシー[1]
  - スターアジア・マネジメント・ジャパン・リミテッド - 登記地はケイマン諸島。東京支店も登記あり[3]。
  - スターアジア投資顧問株式会社 - スターアジア不動産投資法人の資産運用会社
  - スターアジア・アセット・アドバイザーズ株式会社
  - SAGLアドバイザーズ株式会社
  - スターアジア総合開発株式会社
  - ポラリス・ホールディングス株式会社
  - GSAスターアジア株式会社 - 学生寮
  - 株式会社スターアジア・ファイナンス - スターアジア・ジャパン・インカム・ファンド

## 主な投資案件
- スターアジア不動産投資法人

総合型上場REIT（J-REIT）であるスターアジア不動産投資法人のスポンサーを務めている。2016年（平成28年）東証上場。さくら総合リート投資法人に対して、J-REIT初の敵対的買収を仕掛け、2020年（令和2年）8月にスターアジア不動産投資法人がさくら総合リート投資法人を吸収合併した。
- ポラリス・ホールディングス（旧・価値開発）

2018年（平成30年）10月、東証2部上場の価値開発株式会社とスターアジアグループが資本業務提携を行うことが発表された。同年11月、価値開発はスターアジアグループが運用するファンド「Star Asia Opportunity III LP」に対して、第三者割当増資を実施し、スターアジアはそれまで筆頭株主であったレンブラントホールディングスなどからも株式を取得し、筆頭株主となった。2019年（平成31年）3月、価値開発は「Star Asia Opportunity III LP」に対して第三者割当増資を実施し、スターアジアの子会社となった。なお、2021年（令和3年）5月に「ポラリス・ホールディングス株式会社」に商号変更した。
- グリーンズ及びワシントンホテル

2022年（令和4年）8月、上場しているホテル運営会社2社、株式会社グリーンズ及びワシントンホテル株式会社のそれぞれ株式6%超に戦略的投資を実施したと発表した。
- いちごオフィスリート投資法人

2023年（令和5年）3月17日、スターアジアグループ傘下の「Berkeley Global, LLC」が、いちごオフィスリート投資法人に対する資産運用報酬体系や役員の変更を提案と投資主総会の招集の請求について発表した。